# Demetrio Neyra
Demetrio Neyra (ur. 15 grudnia 1908 w Limie, zm. 27 września 1957) – peruwiański piłkarz, reprezentant kraju, grający na pozycji pomocnika.

## Kariera piłkarska
Neyra w latach 1927–1938 występował w drużynie Alianza Lima. Jako piłkarz Alianzy świętował mistrzostwo Primera División Peruana w sezonach 1927, 1928, 1931, 1932 i 1933.
Neyra znalazł się w zespole reprezentacji Peru na Copa América 1927. Podczas mistrzostw zagrał z Boliwią (bramka) i Argentyną.
W 1930 został powołany przez trenera Francisco Bru na Mistrzostwa Świata. Podczas tego turnieju wystąpił w dwóch spotkaniach z Rumunią i Urugwajem. 
Neyra w latach 1927–1930 wystąpił w 4 spotkaniach reprezentacji Peru, w których strzelił jedną bramkę. 
| Mecze i gole w reprezentacji | Mecze i gole w reprezentacji | Mecze i gole w reprezentacji | Mecze i gole w reprezentacji | Mecze i gole w reprezentacji | Mecze i gole w reprezentacji | Mecze i gole w reprezentacji |
| #                            | Data                         | Miasto                       | Przeciwnik                   | Gol                          | Wynik                        | Rozgrywki                    |
| ---------------------------- | ---------------------------- | ---------------------------- | ---------------------------- | ---------------------------- | ---------------------------- | ---------------------------- |
| 1.                           | 13.11.1927                   | Lima                         | Boliwia                      | Gol                          | 3:2                          | Copa América 1927            |
| 2.                           | 27.11.1927                   | Lima                         | Argentyna                    |                              | 1:5                          | Copa América 1927            |
| 3.                           | 14.07.1930                   | Montevideo                   | Rumunia                      |                              | 1:3                          | MŚ 1930                      |
| 4.                           | 18.07.1930                   | Montevideo                   | Urugwaj                      |                              | 0:1                          | MŚ 1930                      |

## Sukcesy
Peru
- Copa América (1): 1927 (3. miejsce)

Allianza Lima
- Mistrzostwo Primera División Peruana (5): 1927, 1928, 1931, 1932, 1933